# 1785年の相撲
1785年の相撲（1785ねんのすもう）は、1785年の相撲関係のできごとについて述べる。

## できごと
この年は全国的に不景気であったため、江戸相撲、京都相撲ともに本場所を開催しなかった。

## 興行
- 8月場所（大坂相撲）[1]
  - 興行場所:難波新地
  - 9月8日（旧8月5日）より興行
- 他、江戸相撲では市ヶ谷で中相撲を開催している[1]。